# Rhizophagus depressus
Rhizophagus depressus es una especie de coleóptero de la familia Monotomidae.

## Distribución geográfica
Habita en el paleártico.